# Baeonoma helotypa
Baeonoma helotypa es una especie de polilla del género Baeonoma, orden Lepidoptera. Fue descrita científicamente por Meyrick en 1916.

## Descripción
Su envergadura es de 14 a 18 mm.Las alas anteriores son blancas con algunos detalles oscuros, las alas posteriores son grises.

## Distribución
Se encuentra en Guayana Francesa y Brasil.